# Vectorveld

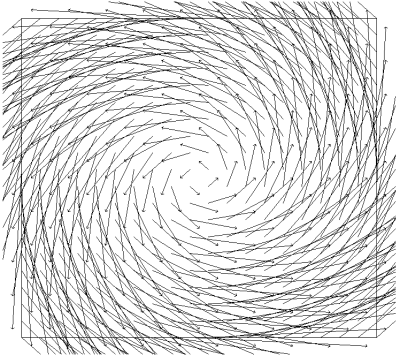
Circulair vectorveld

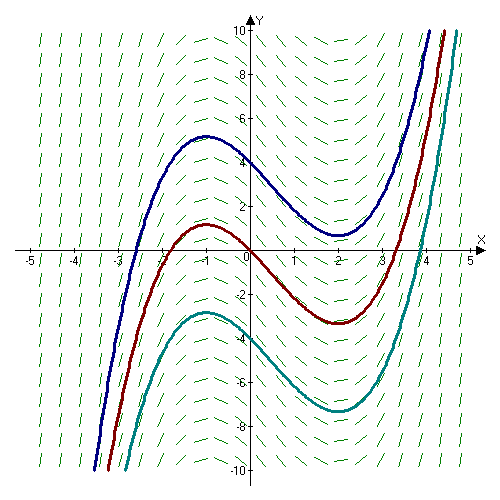
Vectorveld met drie veldlijnen als voorbeeld

Een vectorveld is in de vectoranalyse een afbeelding die aan ieder punt in een euclidische ruimte een vector toekent. Men spreekt wel van gebonden vectoren met een aangrijpingspunt.
In de natuurkunde worden vectorvelden bijvoorbeeld gebruikt voor het beschrijven van de stroming van een vloeistof door van elk punt in de stroming de snelheid in grootte en richting te geven of van een magnetisch veld of zwaartekrachtsveld door in elk punt de grootte en de richting waarin de kracht werkt te geven.
Vectorveld en richtingsveld zijn synoniem. In een scalair veld wordt aan ieder punt geen vector, maar een bepaalde waarde, een bepaald getal toegekend.

## Definities
Een vectorveld {\displaystyle \mathbf {F} } is een afbeelding die aan ieder punt van een vectorruimte een vector uit die ruimte toekent. 
- in de driedimensionale ruimte:

{\displaystyle \mathbf {F} (x,y,z)=(F_{x}(x,y,z),F_{y}(x,y,z),F_{z}(x,y,z))}
- in de {\displaystyle n}-dimensionale euclidische ruimte {\displaystyle \mathbb {R} ^{n}}:

{\displaystyle \mathbf {F} (x_{1},x_{2},\ldots ,x_{n})=(F_{1}(x_{1},\ldots ,x_{n}),F_{2}(x_{1},\ldots ,x_{n}),\ldots ,F_{n}(x_{1},\ldots ,x_{n}))}.
Een veldlijn is een lijn door het vectorveld {\displaystyle \mathbf {F} } die voor ieder punt de richting van {\displaystyle \mathbf {F} } aangeeft: de raaklijn in een punt van een veldlijn geeft de richting van {\displaystyle \mathbf {F} } in dat punt aan.

## Voorbeelden

### Windrichting
Bekijken we de verdeling van de windsnelheid in de atmosfeer, dan heerst op ieder punt een bepaalde windrichting en windsnelheid. Deze verdeling is dus een vectorveld van aan punten {\displaystyle (x,y,z)} in de atmosfeer gekoppelde snelheidsvectoren 
{\displaystyle \mathbf {v} (x,y,z)=(v_{x}(x,y,z),v_{y}(x,y,z),v_{z}(x,y,z))}.
Waait de wind alleen in één richting, zeg de x-richting, zoals bij benadering in een windtunnel, dan is het vectorveld van de vorm {\displaystyle (v_{x},0,0)}

### Zwaartekracht
Op ieder punt van de ruimte  geldt een bepaald zwaartekrachtsveld, gegeven door de richting van de zwaartekracht, 'naar beneden', en een grootte, de veldsterkte {\displaystyle g}. Het vectorveld wordt dan: {\displaystyle \mathbf {g} =(0,0,-g)}. Alle krachten hebben in de natuurkunde een veld, dat in veel gevallen een vectorveld is.

## Bewerkingen

### Integreren
Het integreren van een vectorveld wordt gebruikt in de wetten van Maxwell, daarbij integreert men over de inhoud of over het oppervlak van een gegeven volume.

### Differentiëren
Om de verschillende afgeleiden te beschrijven, maakt men vaak gebruik van de nabla-operator.
De richtingsafgeleiden van een scalair veld {\displaystyle \phi } vormen een vectorveld, de gradiënt van het veld: 
{\displaystyle \mathrm {grad} \;\phi =\nabla \phi =\left({\frac {\partial \phi }{\partial x}},{\frac {\partial \phi }{\partial y}},{\frac {\partial \phi }{\partial z}}\right)}
Een dergelijk veld heet een conservatief vectorveld.
Om de putten en bronnen van een vectorveld φ aan te geven berekent men de 
divergentie {\displaystyle \nabla \cdot \phi } van het veld. De divergentie is een scalair:
{\displaystyle \mathrm {div} \;\phi =\nabla \cdot \phi ={\frac {\partial \phi _{x}}{\partial x}}+{\frac {\partial \phi _{y}}{\partial y}}+{\frac {\partial \phi _{z}}{\partial z}}}
Of een veld wervelingen kent, wordt bepaald door de rotatie of rotor {\displaystyle \nabla \times \phi } van het veld:
{\displaystyle \mathrm {rot} \;\phi =\nabla \times \phi =\left({\frac {\partial \phi _{z}}{\partial y}}-{\frac {\partial \phi _{y}}{\partial z}},{\frac {\partial \phi _{x}}{\partial z}}-{\frac {\partial \phi _{z}}{\partial x}},{\frac {\partial \phi _{y}}{\partial x}}-{\frac {\partial \phi _{x}}{\partial y}}\right)}
Belangrijk op te merken is, dat deze vorm alleen in een cartesisch coördinatenstelsel geldt, in een ander assenstelsel is de vorm anders. Er zijn regels om de werking van de nabla-operator in verschillende assenstelsels naar elkaar te converteren.

## Gekromde ruimten
Het is ook in willekeurige gekromde ruimten, in variëteiten, mogelijk een betekenis aan gebonden vectoren te geven.
De differentiaalmeetkunde associeert met elk punt {\displaystyle p} van een gladde variëteit {\displaystyle M} een vectorruimte {\displaystyle T_{p}M}, die  raakruimte wordt genoemd. De vereniging van alle raakruimten is de raakbundel {\displaystyle TM} en een vectorveld is een 'sectie' van de raakbundel. Dat is een gladde afbeelding van {\displaystyle M} naar {\displaystyle TM} die elk punt {\displaystyle p} op een vector in {\displaystyle T_{p}M} afbeeldt.
De differentiaaloperatoren gradiënt, divergentie en rotatie worden bewerkingen in de uitwendige algebra van de differentiaalvormen van een willekeurige gladde variëteit. Om echter te behouden dat de gradiënt een operatie van scalairen naar vectorvelden is en de divergentie een bewerking van vectorvelden naar scalairen, hebben we de aanvullende structuur van een metrische tensor nodig, dat wil zeggen dat de gladde variëteit een riemann-variëteit is.
De rotatie, zoals hierboven gedefinieerd, heeft betrekking op een driedimensionale oriënteerbare ruimte. In het algemeen, met {\displaystyle n} dimensies en geen oriëntatie, betreft het de operator {\displaystyle \operatorname {d} } in de uitwendige algebra.
Nog algemener kan een vectorveld een sectie zijn van iedere gegeven vectorbundel over de beschouwde ruimte.